# Guerra ruso-persa (1722-1723)
La guerra ruso-persa de 1722-1723, conocida en la historiografía rusa como la Campaña Pérsica de Pedro el Grande, fue una guerra entre Rusia y Persia (Irán), provocada por el intento del zar de expandir la influencia rusa en las regiones del Caspio y Cáucaso Meridional, con el objetivo de evitar que su rival, el Imperio otomano, ganara territorios en la región a expensas de la Persia safávida.
Antes de la campaña, Pedro I de Rusia aseguró una alianza con Vajtang VI de Kartli, rey de Georgia, y con el Catholicós de Armenia, Asdvadzadur. Estos gobernantes cristianos buscaban la ayuda de Rusia en su lucha contra dos potencias expansionistas musulmanas: Turquía y Persia. 
En julio de 1722, el Ejército Imperial Ruso y los cosacos, que sumaban alrededor de 22 000 hombres, se embarcaron en buques de nueva construcción que formaron la Flotilla del Caspio, dirigida por el almirante Fiódor Apraxin y partieron de Astracán. A ellos se unieron más tarde cerca de 22 000 unidades de caballería y de cosacos que marcharon por tierra desde Tsaritsin. El 23 de agosto de 1722, el ejército ruso capturó Derbent en el sur de Daguestán. Sin embargo, en el otoño de ese año las tormentas en el mar Caspio obligaron a Pedro el Grande a volver a Astracán dejando guarniciones rusas en Derbent y Svyatoy Krest. En septiembre de 1722, Vajtang VI acampó en Ganja con un ejército combinado georgiano-armenio de 40 000 hombres para unirse a la expedición procedente de Rusia, pero después de recibir noticias sobre la salida de Pedro I, volvió a Tiflis en noviembre. 
En diciembre de 1722, el ejército ruso y la marina, bajo las órdenes del mayor general Mijaíl Matyushkin, se apoderaron de Rasht, y en julio de 1723 procedieron a la captura de Bakú. El éxito militar ruso y la invasión turca de las posesiones persas en el Cáucaso Sur en la primavera de 1723, obligaron al gobierno de Tahmasp II a firmar un tratado de paz en San Petersburgo, que entregó Derbent, Bakú, y las provincias persas de Shirvan, Guilán, Mazandarán y Astrabad a los rusos el 12 de septiembre de 1723.
En 1732 con el Tratado de Resht y 1735 con el de Ganyá, en la víspera de la Guerra ruso-turca, el gobierno de la emperatriz Ana de Rusia devolvió todos los territorios anexionados a Persia como requisito previo a la construcción de una alianza con los persas contra la Turquía otomana. 